# カタリーナ・フォン・ポンメルン (プファルツ＝ノイマルクト公妃)

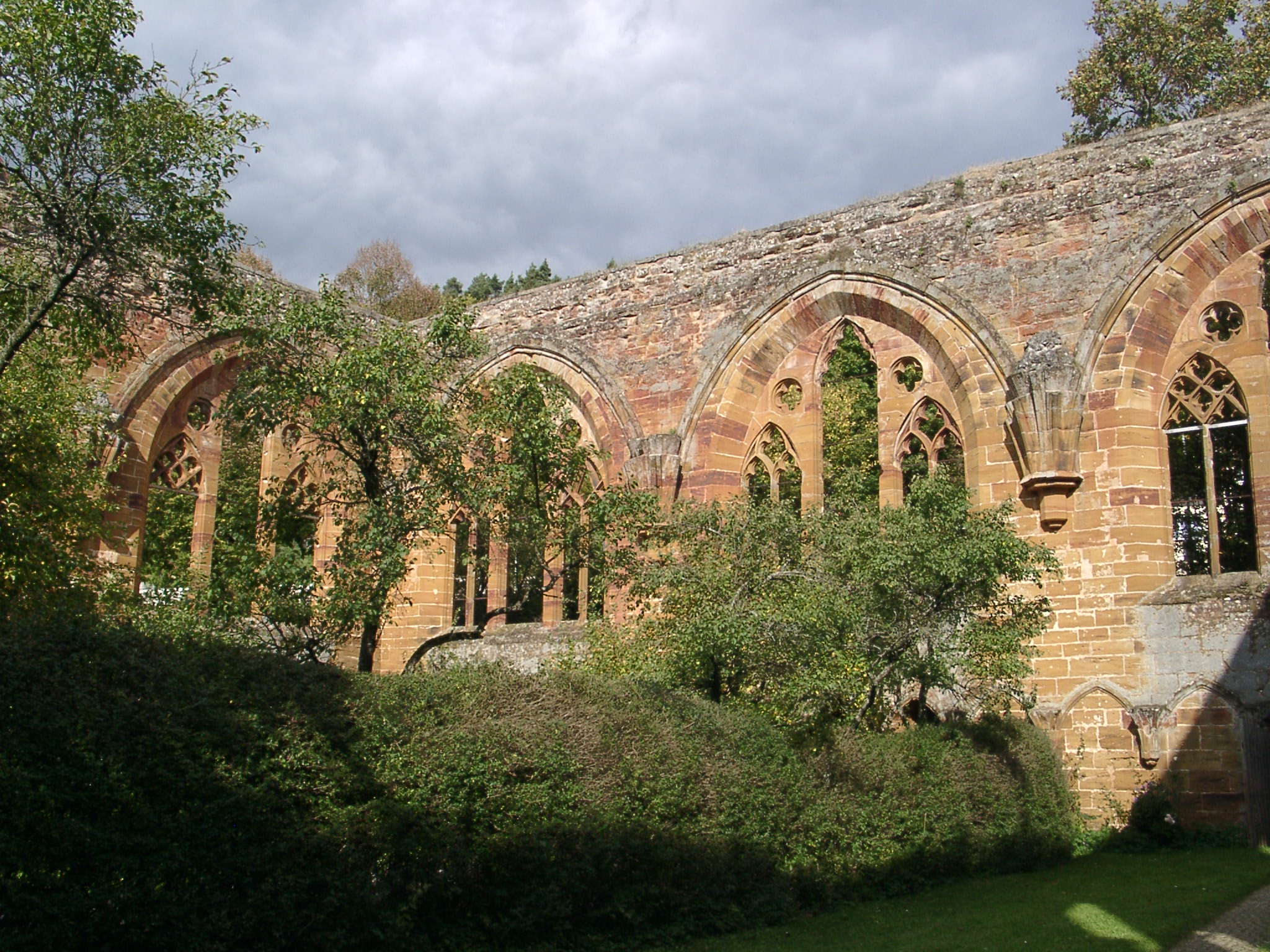
カタリーナが埋葬されたグナーデンベルク修道院の遺構

カタリーナ・フォン・ポンメルン（ドイツ語：Katharina von Pommern, 1388年ごろ - 1426年3月4日）は、プファルツ＝ノイマルクト公ヨハンの妃でカルマル同盟の王クリストファ3世の母である。

## 生涯
カタリーナはポメラニア公ヴァルティスラフ7世とマリア・フォン・メクレンブルクの間の娘である。母マリアはメクレンブルク公ハインリヒ3世と、デンマーク王ヴァルデマー4世の長女インゲボーとの間の娘である。インゲボーはまた、北欧3国の支配者マルグレーテ1世の姉でもあった。また、ハインリヒ3世の母エウフェミアはセーデルマンランド公エリク・マグヌソンの娘でスウェーデン王マグヌス4世の妹であった。カタリーナの兄はエーリクは後にノルウェー王、デンマーク王およびスウェーデン王となる。
カタリーナと兄エーリクは1388年に大叔母マルグレーテ1世の養子となり、マルグレーテにより育てられた。当初、マルグレーテはカタリーナをヴァドステーナ修道院に入れるつもりであったが、一時、カタリーナはイングランド王太子ヘンリーの結婚相手の候補となった。この結婚話は1400年から1401年ごろにもちあがり、カタリーナの兄エーリクとヘンリーの妹フィリッパとの結婚と同時に行われる予定であった。
結局、カタリーナとヘンリーの結婚は成立しなかったが、1406年に別のイングランド王家との間接的なつながりができることとなった。義姉フィリッパがプファルツ＝ノイマルクト公ヨハンとの結婚を提案したためである。ヨハンはローマ王ループレヒトの息子で、兄ルートヴィヒ3世はフィリッパの姉ブランシュと結婚していた。結婚交渉は1年でまとまり、マルグレーテはカタリーナに4千グルデンの持参金を用意したが、これはヨハンの父ループレヒトが期待していたよりはるかに少ない金額であった。
1407年8月15日にカタリーナはデンマークのリーベでヨハンと結婚した。ヨハンとの間には7人の子供が生まれたようであるが、唯一クリストファのみが成人した。クリストファは後に伯父エーリクの跡を継いで北欧3国の王となった。
カタリーナは1426年3月4日に死去した。